# Brigada dos Encapotados
Brigada dos Encapotados é o grupo formado por Vingador Fantasma, Doutor Oculto, John Constantine (o Hellblazer) e Mister Io, um quarteto de magos da DC Comics. As histórias em que ela aparecem pertencem ao selo Vertigo.

## História
O grupo se reuniu pela primeira vez na minissérie Os Livros da Magia, escrita por Neil Gaiman (autor de Sandman) para orientar o jovem Tim Hunter, futuro mago supremo da Terra.